# Eiza González

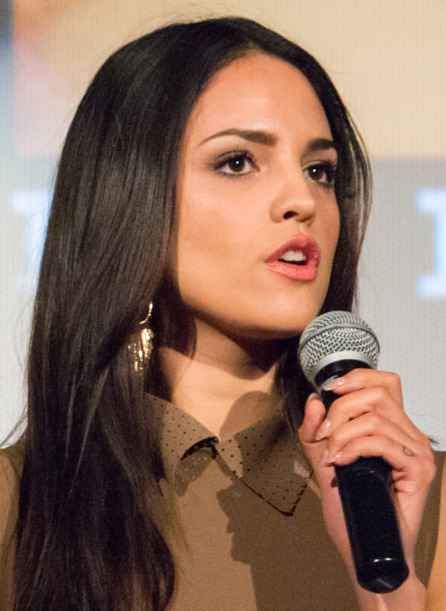
Eiza González (2015)

Eiza González Reyna (* 30. Januar 1990 in Mexiko-Stadt) ist eine mexikanische Schauspielerin, Sängerin und Model.

## Leben und Karriere
González ist die Tochter des früheren mexikanischen Models Glenda Reyna. Von 2003 bis 2004 besuchte sie die Schauspielschule M & M Studio in Mexiko-Stadt, die von der mexikanischen Schauspielerin und Regisseurin Patricia Reyes Spíndola betrieben wird. Für Dreharbeiten und Schallplattenaufnahmen lebte sie zeitweise in Argentinien und Texas. 2013 zog sie nach Los Angeles.
2007 spielte González ihre erste Rolle in der mexikanischen Telenovela Lola, érase una vez, einer Neuverfilmung der argentinischen Serie Floricienta, die in zahlreichen Ländern ausgestrahlt wurde und in mehreren südamerikanischen Ländern sowie Portugal eigene Adaptionen hatte. Nach jeweils einmaligen Gastauftritten in den Fernsehserien Plaza sésamo (2008), Mujeres asesinas (2009) und Sueña conmigo (2010) erhielt sie eine dauerhafte Rolle in der Serie Amores verdadores, in der sie in den Jahren 2012 und 2013 in 181 Episoden als Nikki Brizz Balvanera mitwirkte. Einige dieser Serien waren als Musicals konzipiert und verlangten ihr auch Gesangseinlagen ab.
2013 übernahm González eine Figur in der Serie From Dusk Till Dawn: The Series. Für die Dreharbeiten zog sie nach Austin, Texas. Es war ihre erste englischsprachige Rolle. Es folgte 2017 eine Rolle in dem kommerziell erfolgreichen Action-Film Baby Driver. 2021 war sie in dem Film Godzilla vs. Kong zu sehen, 2022 als Sanitäterin in Ambulance.
Im Sommer 2021 wurde González Mitglied der Academy of Motion Picture Arts and Sciences.
González war zudem mehrmals als Model tätig, so 2008 für Avon in Mexiko und 2015 für die amerikanische Kosmetikmarke Neutrogena.
2008 unterzeichnete González einen Vertrag mit dem Label EMI Televisa und brachte zwei Alben mit insgesamt drei Singleauskopplungen heraus.

## Filmografie (Auswahl)

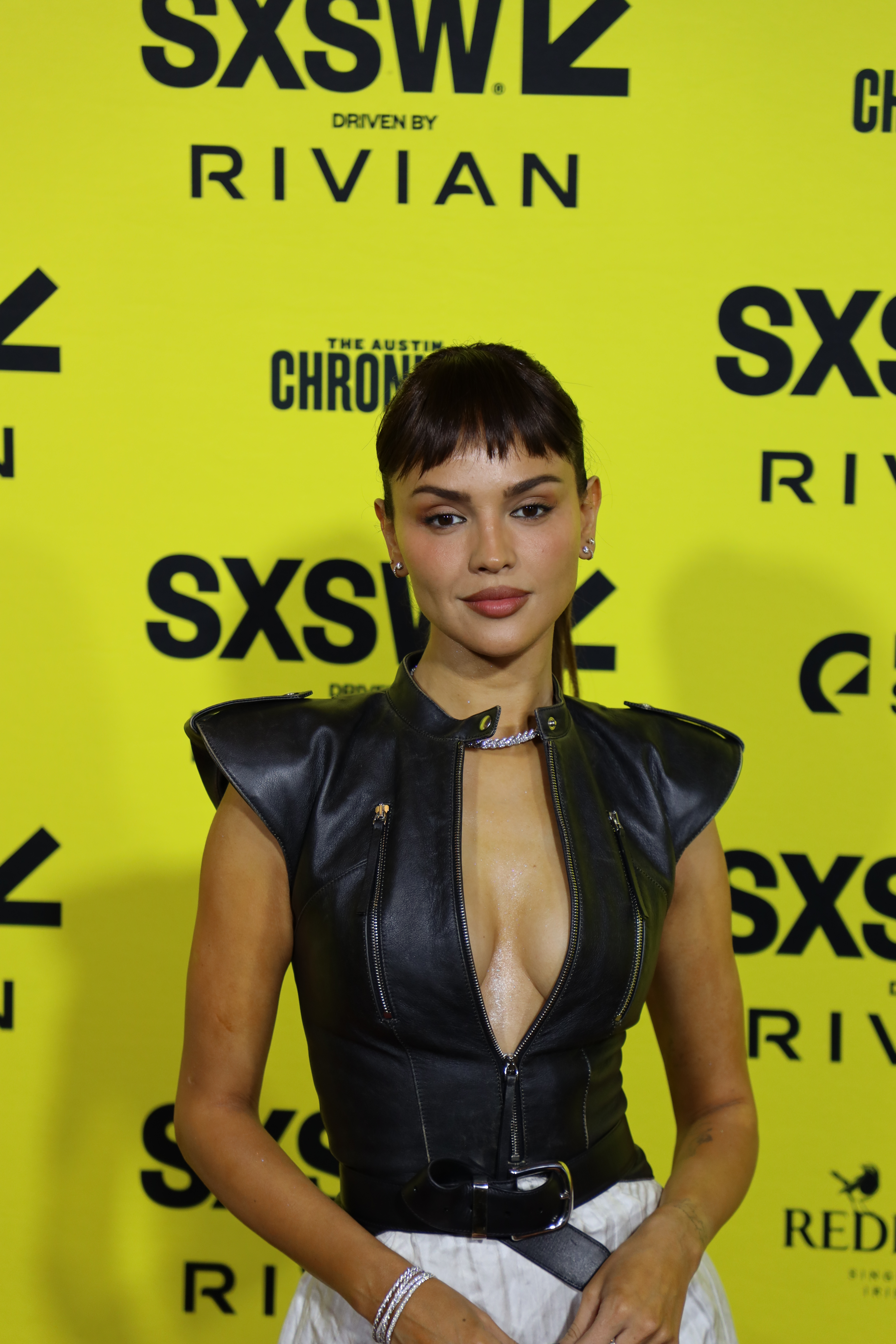
Eiza González bei der Premiere von Ash (2025)

- 2004: Lola, érase una vez (Fernsehserie, 223 Folgen)
- 2008: Plaza sésamo (Fernsehserie, Folge 11x45)
- 2009: Mujeres asesinas (Fernsehserie, Folge 2x12)
- 2010–2011: Sueña conmigo (Fernsehserie, 150 Folgen)
- 2012–2013: Amores verdadores (Fernsehserie, 180 Folgen)
- 2014 Casi treinta
- 2014–2016: From Dusk Till Dawn: The Series (Fernsehserie, 22 Folgen)
- 2015: Jem and the Holograms
- 2017: Baby Driver
- 2018: Willkommen in Marwen (Welcome to Marwen)
- 2019: Alita: Battle Angel
- 2019: Paradise Hills
- 2019: She’s Missing
- 2019: Fast & Furious: Hobbs & Shaw (Fast & Furious Presents: Hobbs & Shaw)
- 2020: Bloodshot
- 2020: Cut Throat City – Stadt ohne Gesetz (Cut Throat City)
- 2020: I Care a Lot
- 2021: Godzilla vs. Kong
- 2021: Spirit – Frei und ungezähmt (Spirit Untamed, Stimme)
- 2021: Love Spreads
- 2022: Ambulance
- 2023: Extrapolations (Fernsehserie, Folge 1x07)
- 2024: Mr. & Mrs. Smith (Fernsehserie, Folge 1x01)
- 2024: 3 Body Problem (Fernsehserie, 8 Folgen)
- 2024: La Máquina (Fernsehserie, 6 Folgen)
- 2024: The Ministry of Ungentlemanly Warfare
- 2025: Ash
- 2025: Fountain of Youth

## Theater
- 2007–2008: Hoy no me puedo levantar
- 2012: I love Romeo y Julieta

## Diskografie
- 2009: Contracorriente
- 2012: Te Acordarás de Mí

## Auszeichnungen
- 2008: TVyNovelas Award for Best Female Revelation
- 2009: Lo Nuestro Award for Pop New Artist of the Year